# Epiblastus cuneatus
Epiblastus cuneatus är en orkidéart som beskrevs av Johannes Jacobus Smith. Epiblastus cuneatus ingår i släktet Epiblastus och familjen orkidéer.

## Underarter
Arten delas in i följande underarter:
- E. c. cuneatus
- E. c. unguiculatus